# Championnat de France de football américain 1993
Navigation
Saison 1992 Saison 1994
La saison 1993 du casque d'or est la 12e saison du championnat de France de football américain de 1re division qui voit le sacre des Castors de Paris.

## Participants
- Castors de Paris
- Argonautes d'Aix
- Sphinx du Plessis
- Flash de La Courneuve
- Anges Bleus de Joinville
- Centaures de Grenoble
- Fighters de Croissy
- Pionniers de Touraine
- Spartacus de Paris
- Tigres de Nancy
- Ours de Blagnac
- Frelons de Paris (nouveau)
- Korrigans de Corbeil-Essonne (champion de la D2)
- Canonniers de Toulon (finaliste de la D2)
- Spartiates d'Amiens (demi-finaliste en D2)

## Classements

### Poule A
| Qualifié en demi-finale des play-offs |

| Qualifié en quart de finale des play-offs |

| Club                          | Jou. | Vic. | Nuls | Déf. | Pts | Pts pour | Pts contre |
| ----------------------------- | ---- | ---- | ---- | ---- | --- | -------- | ---------- |
| Castors de Paris              | 8    | 7    | 0    | 1    | 22  | 237      | 120        |
| Sphinx du Plessis             | 9    | 5    | 1    | 3    | 20  | 181      | 148        |
| Argonautes d'Aix-en-Provence  | 8    | 5    | 0    | 3    | 18  | 248      | 211        |
| Flash de La Courneuve         | 9    | 4    | 0    | 5    | 17  | 170      | 210        |
| Centaures de Grenoble         | 8    | 2    | 1    | 5    | 14  | 104      | 207        |
| Anges Bleus de Joinville      | 9    | 3    | 1    | 5    | 17  | 247      | 230        |
| Fighters de Croissy-sur-Seine | 9    | 2    | 1    | 6    | 14  | 180      | 241        |

### Poule B
| Qualifié en quart de finale des play-offs |

| Club                         | Jou. | Vic. | Nuls | Déf. | Pts | Pts pour | Pts contre |
| ---------------------------- | ---- | ---- | ---- | ---- | --- | -------- | ---------- |
| Spartacus de Paris           | 8    | 6    | 0    | 2    | 20  | 113      | 94         |
| Frelons de Paris             | 9    | 6    | 2    | 1    | 23  | 174      | 87         |
| Pionniers de Touraine        | 8    | 3    | 1    | 4    | 15  | 104      | 102        |
| Tigres de Nancy              | 9    | 5    | 0    | 4    | 19  | 181      | 93         |
| Ours de Blagnac              | 8    | 2    | 0    | 6    | 12  | 65       | 142        |
| Spartiates d'Amiens          | 9    | 5    | 0    | 4    | 19  | 220      | 202        |
| Korrigans de Corbeils-Essone | 9    | 1    | 1    | 7    | 12  | 101      | 238        |
| Canonniers de Toulon         | ?    | ?    | ?    | ?    | ?   | ?        | ?          |

## Séries éliminatoires
|  | Barrages                     | Barrages                     |                       |             | Demi-finales     | Demi-finales |  |  | Finale                                       | Finale                                       |
|  | Barrages                     | Barrages                     |                       |             | Demi-finales     | Demi-finales |  |  | Finale                                       | Finale                                       |
|  |                              |                              |                       |             |                  |              |  |  |                                              |                                              |
|  | 15 mai 1993                  | 15 mai 1993                  |                       |             | 29 mai 1993      | 29 mai 1993  |  |  | 12 juin 1993, Stade Robert-Bobin à Bondoufle | 12 juin 1993, Stade Robert-Bobin à Bondoufle |
|  | 15 mai 1993                  | 15 mai 1993                  |                       |             | 29 mai 1993      | 29 mai 1993  |  |  | 12 juin 1993, Stade Robert-Bobin à Bondoufle | 12 juin 1993, Stade Robert-Bobin à Bondoufle |
|  | 15 mai 1993                  | 15 mai 1993                  | Castors de Paris      | 51          |                  |              |  |  | 12 juin 1993, Stade Robert-Bobin à Bondoufle | 12 juin 1993, Stade Robert-Bobin à Bondoufle |
|  | Flash de La Courneuve        | 7                            | Castors de Paris      | 51          |                  |              |  |  | 12 juin 1993, Stade Robert-Bobin à Bondoufle | 12 juin 1993, Stade Robert-Bobin à Bondoufle |
|  | Flash de La Courneuve        | 7                            | Flash de La Courneuve | 13          |                  |              |  |  | 12 juin 1993, Stade Robert-Bobin à Bondoufle | 12 juin 1993, Stade Robert-Bobin à Bondoufle |
|  | Frelons de Paris             | 6                            | Flash de La Courneuve | 13          |                  |              |  |  | 12 juin 1993, Stade Robert-Bobin à Bondoufle | 12 juin 1993, Stade Robert-Bobin à Bondoufle |
|  | Frelons de Paris             | 6                            | 29 mai 1993           | 29 mai 1993 | Castors de Paris | 27           |  |  |                                              |                                              |
|  | 15 mai 1993                  |                              | 29 mai 1993           | 29 mai 1993 | Castors de Paris | 27           |  |  |                                              |                                              |
|  |                              | Argonautes d'Aix-en-Provence | 29 mai 1993           | 29 mai 1993 | 19               |              |  |  |                                              |                                              |
|  | Argonautes d'Aix-en-Provence | Argonautes d'Aix-en-Provence | 29 mai 1993           | 29 mai 1993 | 19               | 57           |  |  |                                              |                                              |
|  | Argonautes d'Aix-en-Provence | Argonautes d'Aix-en-Provence | 22                    |             |                  | 57           |  |  |                                              |                                              |
|  | Spartacus de Paris           | Argonautes d'Aix-en-Provence | 22                    | 6           |                  |              |  |  |                                              |                                              |
|  | Spartacus de Paris           | Sphinx du Plessis            | 6                     | 6           |                  |              |  |  |                                              |                                              |
|  |                              | Sphinx du Plessis            | 6                     |             |                  |              |  |  |                                              |                                              |

## Source
- (fr) Élitefoot